# Lukovac Mali
Koordinati:   42°46′33″N, 16°56′47″E
Lukovac Mali je majhen nenaseljen otoček v Jadranskem morju. Pripada Hrvaški.
Otoček leži okoli 1,1 km severovzhodno od rta Novi Hum na Korčuli v otoški skupini Lastovnjaci. površina otočka je manjša od 0,1 km².